# Neoregelia mooreana
Neoregelia mooreana är en gräsväxtart som beskrevs av Lyman Bradford Smith. Neoregelia mooreana ingår i släktet Neoregelia och familjen Bromeliaceae. Inga underarter finns listade i Catalogue of Life.